# Nicola Mazza
Nicola Mazza (Verona, 10 de marzo de 1790-Verona, 2 de agosto de 1865) fue un sacerdote católico y educador italiano. Fundador de una sociedad de sacerdotes sin votos, destinada a realizar obras de caridad, educación y apostolado, en colegios para pobres.

## Biografía

### Infancia y formación
Nicola nació en Verona en 1790, el primero de nueve hijos, en una familia de comerciantes. Sus padres tenían una tienda de telas en la céntrica Piazza delle Erbe. En 1797, la ocupación francesa empujó a la familia a trasladarse a la montañosa ciudad de Marcellise, una aldea de San Martino Buon Albergo a unos doce kilómetros de la ciudad. Por problemas de salud no asistió a la escuela, pero tuvo como tutor privado al conocido purista Antonio Cesari, un sacerdote filipense.
Recibió el hábito eclesiástico en la capilla de la villa de su padre y luego fue ordenado sacerdote en Verona en 1814. Entró en el grupo de discípulos de san Gaspare Bertoni, al que se sumaban otros fundadores veroneses del siglo XIX. Allí desarrolló un espíritu de austeridad y oración, una dedicación a los jóvenes y a las necesidades de los más pobres, junto con un entusiasmo por las misiones en África, hasta el punto de que le apodaron "Don Congo".

### La obra sacerdotal y la fundación
Comenzó a enseñar matemáticas y, ocasionalmente, física e historia universal, en las escuelas públicas del Seminario. Cada fin de semana regresaba a Marcellise como capellán, servicio que continuó incluso después de 1821, cuando las dificultades económicas llevaron a su padre a vender la propiedad agrícola junto con la villa. En Marcellise conoció a dos muchachos de condiciones humildes pero capaces, a quienes ayudó a estudiar en Verona: convertidos en sacerdotes, Luigi Dusi y Alessandro Aldegheri colaboraron en las obras que él había fundado entretanto.
En efecto, en 1828, Nicola comenzó a acoger a niñas abandonadas o desatendidas por sus familias, confiándolas a algunos educadores instalados en pequeños grupos de tipo familiar. De estos orígenes nació el instituto de mujeres en la parroquia de san Paolo en Campo Marzio, dirigido por laicas consagradas llamadas Cooperadoras. Las casas se multiplicaron, dando lugar también a una escuela para las dos primeras clases de primaria, un taller de flores artificiales y una gran hilandería de seda con taller de bordado.
En 1833, con cinco alumnos, se inició en la zona de san Carlo el futuro instituto masculino para niños capaces, para permitir el estudio a aquellos cuyas familias no disponían de los medios económicos necesarios. Ese mismo año se inauguró un cuadro para el altar de las Devociones encargado por Mazza a Giovanni Battista Caliari, pintor cercano a él. La obra propuso el esquema de la escuela veronesa presente desde principios del siglo XIX en los frescos de la Iglesia de Marcellise dedicados a la Cátedra de San Pedro. Cuando terminaron sus estudios secundarios, en 1839, abrió una casa universitaria en Padua.
Las obras misioneras se prepararon ya en 1845, enviando a Angelo Vinco, que había demostrado vocación misionera, al Pontificio Colegio Urbano "De Propaganda Fide", en Roma. Partió en 1847 hacia el nuevo Vicariato Apostólico de África Central, donde trabajó hasta su muerte por fiebre en 1853. Otros alumnos suyos se sintieron llamados a la misma vocación. Tras el encuentro con el sacerdote genovés Nicola Olivieri, que redimía a muchachas negras de los mercados de esclavos africanos y pretendía confiar algunas de ellas a sus institutos, se desarrolló un plan de intervención misionera en África. Las jóvenes africanas serían preparadas para la enseñanza, la catequesis y las actividades domésticas en el instituto femenino veronés. En el instituto masculino los "moretti" habrían sido formados en los oficios y profesiones necesarios, sin excluir el sacerdocio. Los sacerdotes del Instituto los seguirían hasta África, para constituir pequeños núcleos evangelizadores y promotores del progreso. En 1853 Giovanni Beltrame y Antonio Castagnaro partieron a explorar, pero este último enfermó y murió casi inmediatamente. En 1857 fueron enviados nuevamente cinco sacerdotes y un laico. Al grupo pertenecían Giovanni Beltrame, Francesco Oliboni, Angelo Melotto, Alessandro dal Bosco, Daniele Comboni, futuro obispo y santo, y el laico Isidoro Zilli. Pero, de regreso a Italia, Comboni confirmó aún más la necesidad de continuar la misión. Mientras tanto, Mazza trabajó para involucrar a los ciudadanos de Verona en la empresa y garantizar el apoyo del Marienverein de Viena, una asociación creada específicamente para apoyar y financiar la misión en África Central.
A lo largo de su vida, Nicola Mazza siempre buscó vínculos con el mundo cultural, administrativo y económico de la ciudad y fue miembro del Ayuntamiento y de la Academia de Agricultura, Ciencias y Letras. Tras la participación, con su obra, en la exposición internacional de París de 1855, Mazza fue nombrado también vicepresidente honorario de la Sociedad Universal para el fomento de las artes y la industria de Londres.

### Fallecimiento, continuación de las obras, proceso de canonización
En julio de 1865, las condiciones de salud de Mazza, que había estado enfermo durante algún tiempo, empeoraron y la prensa de La Scala, representada por los periódicos "Nuova Gazzetta di Verona" y "Eco del Veneto", siguió el curso de la enfermedad con extraordinaria participación, subrayando la santidad del religioso y las numerosas obras que realizó en beneficio de la sociedad.
Don Nicola Mazza murió en Verona el 2 de agosto de 1865.
Tras la muerte del fundador, el obispo de Verona, el cardenal Luigi di Canossa, redujo considerablemente el número de sacerdotes y clérigos del Instituto de San Carlo, dejando su cuidado a la diócesis de Verona. Los institutos masculinos y femeninos continuaron, sin proyectos particulares de desarrollo, mientras que durante más de un siglo la perspectiva misionera fue entregada exclusivamente a san Daniel Comboni y sus congregaciones religiosas.
El Istituto Don Nicola Mazza fue aprobado el 13 de junio de 1949 como instituto secular diocesano. En 1950 dicho instituto —llamado propiamente, Instituto de oblatos de Verona—, tenía dos colegios en Verona para niños pobres y una residencia universitaria en Padua. En su origen estaba integrado exclusivamente por sacerdotes que trabajaban en las iniciativas propias. Después acogió a otros sacerdotes diocesanos «externos» —colaboradores—, a laicos célibes «internos» dedicados a los colegios, y a otros laicos célibes y casados «externos» cuya vida de piedad y apostolado no les hacía miembros propiamente de la Sociedad.
La fundación de la Pía Sociedad de Mazza en 1951, de la Pía Sociedad de Maestros Cooperadores de Mazza y de la Congregación de la Caridad del Sagrado Corazón de Jesús ("Hermanas de Don Mazza") condujo a nuevos y extensos desarrollos en las obras de Mazzi en Italia y en Brasil. Los sacerdotes, cooperadoras y religiosas de estos institutos continúan hoy la obra de Don Nicola Mazza en Italia (Verona, Padua y Roma) y en Brasil (João Pessoa, Paraiba; Olinda - Pernanbuco; São Paulo - estado de São Paulo).
En 1951, la labor de Mazza en favor de los estudiantes universitarios inspiró también la apertura, en Padua, de lo que se convertiría en el Colegio Universitario don Nicola Mazza por parte del sacerdote mazziano Giuseppe Tosi. Basada en la obra educativa de Nicola Mazza, todavía hoy existe en Verona una escuela secundaria dedicada a él, dividida en escuela media y secundaria (clásica y científica).
El 3 de junio de 2013, el Papa Francisco, al concluir el juicio en la Congregación para las Causas de los Santos, confirmó el reconocimiento de las virtudes heroicas de Mazza, atribuyendo el título de Venerable al Siervo de Dios.